# Tengku Razaleigh Hamzah
Tengku Razaleigh Bin Tengku Mohd Hamzah (n. Kota Bahru, Kelantan, 13 de abril de 1937) conocido simplemente como Tengku Razaleigh Hamzah es un empresario y político malayo, diputado del Dewan Rakyat desde 1974 y destacada figura política en el estado de Kelantan. Fue ministro de Finanzas de 1976 a 1984, siendo recordado como el Padre de la Economía Malaya por desempeñar un papel fundamental en el establecimiento e implementación de fundamentos y políticas clave en la economía de Malasia. Es descendiente de la realeza malaya, tío de la Raja Perempuan (Reina Madre) de Kelantan; Tengku es un título hereditario malayo generalmente traducido como "Príncipe".
Entre los cargos que ocupó, aparte del Ministerio de Finanzas, fue Ministro de Comercio Internacional e Industria (1984-1987), expresidente del Banco Asiático de Desarrollo, expresidente del Banco Islámico de Desarrollo, presidente fundador y director ejecutivo de la petrolera malaya, Petronas. y presidente de la 33.ª Junta de Gobernadores del Banco Mundial y el Fondo Monetario Internacional.  En la actualidad, es el miembro del Parlamento malayo que más tiempo lleva en su cargo. Su popularidad le ha valido apodos como "Príncipe Popular" y "Ku Kita" (Nuestro Tengku). Él es cariñosamente conocido como Ku Li, derivado de las últimas sílabas de Tengku Razaleigh; derivar un apodo de las últimas sílabas del nombre es una costumbre común en el dialecto de Kelantan.